# Atlantic Crossing (serie televisiva)
Atlantic Crossing  è una miniserie televisiva norvegese del 2020. Di genere dramma storico, è ambientata in Norvegia e Stati Uniti d'America durante la Seconda guerra mondiale e basata sulla vicenda storica della principessa ereditaria Marta di Svezia e di  Franklin Roosevelt.
La serie è di ampio respiro, ma presta particolare attenzione alle interazioni tra i due protagonisti durante il periodo in cui Martha era una rifugiata di guerra negli Stati Uniti, fuggita dall'invasione nazista della Norvegia del 1940.
Presentata in anteprima il 25 ottobre 2020 su NRK in Norvegia, la serie ha debuttato negli Stati Uniti il 4 aprile 2021 su Masterpiece su PBS.
In Italia, la serie è stata trasmessa in prima visione assoluta su Rai 3 dal 18 giugno 2021.

## Trama
Marta è costretta a fuggire negli Stati Uniti a causa dell'invasione dei tedeschi in Norvegia. Lei e Roosevelt diventeranno amici. Nell'analisi di questo rapporto vengono inseriti elementi della guerra e dei personaggi che ne hanno fatto la storia.

## Personaggi

### Personaggi principali
- Märtha interpretata da Sofia Helin, principessa ereditaria norvegese.
- Olav interpretato da Tobias Santelmann, principe ereditario norvegese e marito di Märtha.
- Franklin Delano Roosevelt interpretato da Kyle MacLachlan, presidente degli Stati Uniti.
- Haakon VII di Norvegia interpretato da Søren Pilmark, re di Norvegia.
- Ragni Østgaard interpretato da Anneke von der Lippe, dama di compagnia di Märtha.

### Personaggi ricorrenti
- Eleanor Roosevelt interpretato da Harriet Sansom Harris, moglie di Franklin
- Harry Hopkins nei panni di Daniel Betts, il più stretto consigliere di Roosevelt per gli affari di politica estera durante la guerra
- Missy LeHand interpretata da Lucy Russell, segretaria privata di Rooseveltt
- Florence Harriman interpretata da Suzanne Bertish, ambasciatrice degli Stati Uniti in Norvegia
- principessa Ragnhild interpretata da Leonora Eik,
- principessa
Astrid interpretata da Amathea Eik
- principe Harald interpretato da Justýna Brozková, principe
- Giorgio VI del Regno Unito interpretato da Michael Pitthan
- regina Elisabetta interpretata da Abigail Rice
- Nikolai interpretato da Lasse Kolsrud, aiutante di Olav
- Nordlie interpretato da Petr Meissel, aiutante di re Haakon

## Episodi
| Stagione       | Episodi | Prima TV Norvegia | Prima TV Italia |
| -------------- | ------- | ----------------- | --------------- |
| Prima stagione | 8       | 2020              | 2021            |

## Produzione
La serie è formata da otto episodi. È stata coprodotta dalla società di produzione indipendente norvegese Cinenord, dall'emittente pubblica norvegese NRK e dalla statunitense PBS. La maggior parte delle scene sono state girate nella Repubblica Ceca e in Norvegia.